# 素提蓬·瓦他那甲西甘
素提蓬·瓦他那甲西甘（1985年8月8日 -  ）是一名泰国举重运动员，身高1.80米。2010年参加广州亚运会，以362千克的成绩获94公斤级比赛第八名。